# Торрингтон, Джон

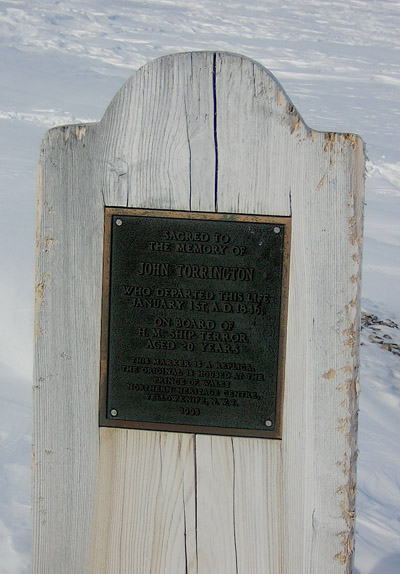
Могила Торрингтона на острове Бичи

Джон Торрингтон (англ. John Torrington; 1825, Манчестер, Англия — 1 января 1846, остров Бичи, Канада) — британский кочегар Королевского военно-морского флота Великобритании. Участвовал в экспедиции Джона Франклина, искавшей Северо-Западный проход. Погиб в начале экспедиции и был похоронен на острове Бичи. Его тело, эксгумированное в 1984 году для выяснения причин смерти, оказалось одним из лучших сохранившихся трупов, известных истории, со времён обнаружения мумии, найденной возле села Толлунд в Дании в 1950 году.

## Экспедиция Франклина
В мае 1845 года в Вулвиче (Англия) Торрингтон присоединился к членам морской экспедиции под руководством Джона Франклина, целью которой было найти Северо-Западный проход. Экспедиция состояла из кораблей «Террор» и «Эребус», которые вышли из города Гринхайт 19 мая 1845 года. Торрингтон был назначен главным кочегаром на «Терроре». Ожидаемая продолжительность плавания составляла около трёх лет, поэтому среди запасов было более 55 тонн муки, почти 17 тысяч литров спирта и около 8 тысяч банок консервированного мяса, супа и овощей. Однако с конца августа 1845 года вести от экспедиции прекратили поступать.

## Поисковые экспедиции
Для поисков членов экспедиции Франклина одна за другой снаряжались десятки экспедиций, но к 1850 году их работа так и не принесла результатов. В 1850 году на острове Бичи (сейчас территория Нунавут, Канада) найдены развалины каменного строения, несколько консервных банок, остатки одежды и могилы трех членов экипажа — Джона Торрингтона, который умер 1 января 1846 года, Джона Хартнелла и Уильяма Брейна. Причины их смерти долгое время оставались неизвестными. Только в начале 80-х годов XX века канадский антрополог Оуэн Битти решил произвести эксгумацию останков для установления причины смерти.

## Эксгумация тела
Исследователи дали объявление в газету, пытаясь найти потомков Торрингтона, однако никто не откликнулся. Битти с коллегами начали работу в августе 1984 года. Чтобы добраться до гроба, исследователи прокопали около 1,5 метра вечной мерзлоты. Тело в гробу выглядело хорошо сохранившимся, несмотря на слой льда, частично покрывавший его. Чтобы растопить лёд, не повредив предмета исследования, Битти постепенно поливал тело водой. Очевидно, смерти Торрингтона предшествовала тяжёлая болезнь, потому что его тело весило менее 40 килограммов и было очень костлявым. Прежде чем перезахоронить труп, с него взяли образцы тканей для лабораторных анализов. Исследование показало, что тело, вероятно, хранилось на корабле во время копания могилы. Практически на всех органах были значительные следы клеточного автолиза, мозг превратился в «жёлтую жидкость». В лёгких нашли следы застарелого туберкулёзного процесса и пневмонии незадолго до смерти. Токсикологический анализ показал повышенное содержание свинца в волосах и ногтях Торрингтона, что позволило предположить, что причиной смерти стала пневмония, осложнённая свинцовым отравлением. Наличие тяжёлого металла можно объяснить низким качеством консервированной пищи, которая могла впитать часть свинца из банок, и использованием на кораблях систем дистилляции воды со свинцовыми элементами конструкции.
Причиной последующей гибели остальных членов экспедиции Франклина принято считать сочетание холода, голода, цинги, пневмонии, туберкулёза, усугублённых отравлением свинцом.

## Посмертная судьба Торрингтона
Фотографии тела в прекрасно сохранившемся состоянии широко публиковались в прессе середины 1980-х годов. В частности, журнал «People» назвал Торрингтона «одной из самых интересных мировых персон 1984 года». Всемирно известный снимок вдохновил Джеймса Тейлора на написание песни «Замороженный» (англ. The Frozen Man).